# 20-S (documental)
«20-S» és un documental produït per Mediapro escrit i dirigit per Jaume Roures que fou emès per primera vegada el 28 de juny de 2018 al programa Sense ficció de Televisió de Catalunya.